# Swansea City AFC

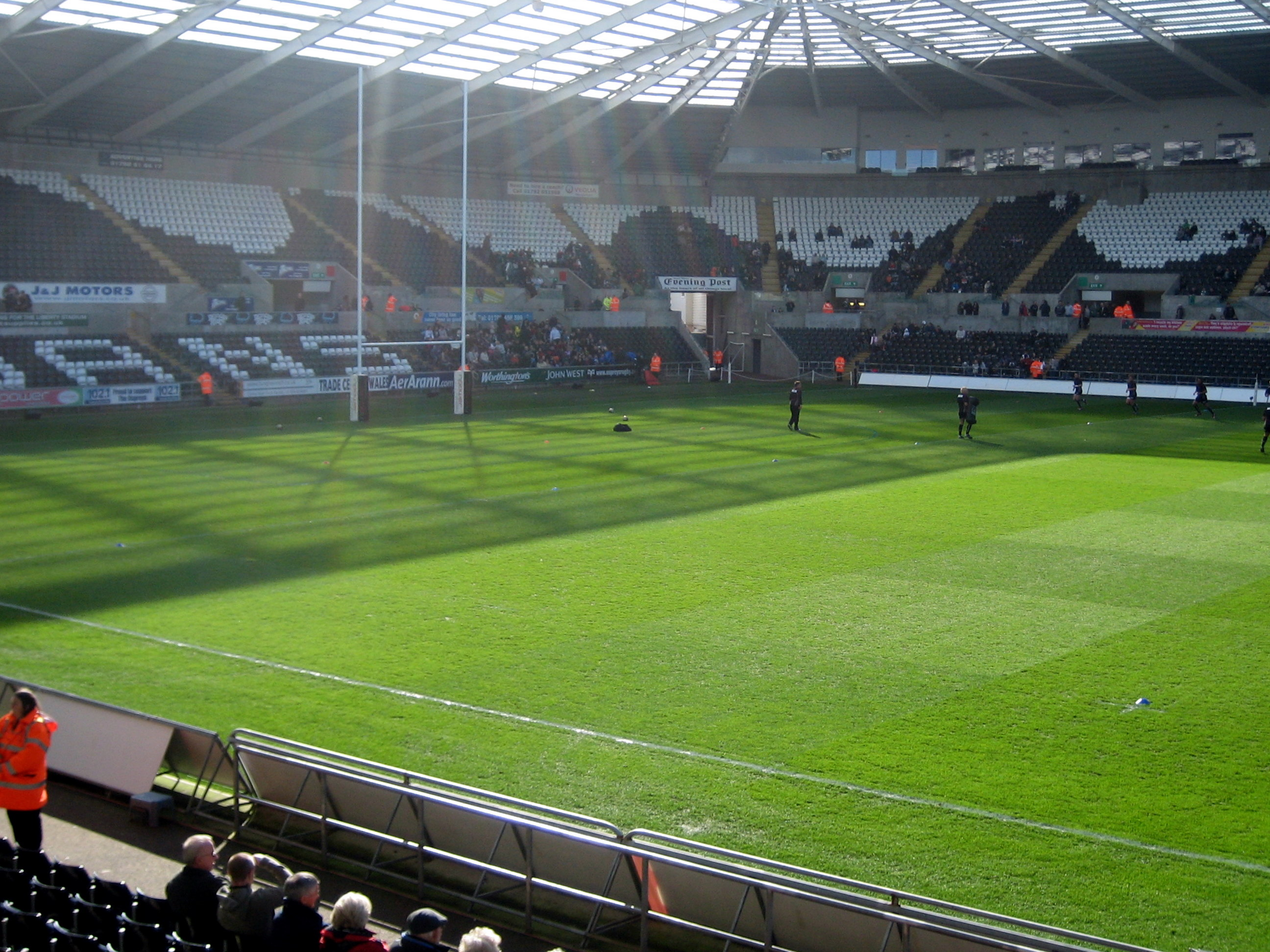
Liberty Stadium

Swansea City AFC (Welsh: Clwb Pêl-droed Dinas Abertawe) is een Welshe voetbalclub uit Swansea die uitkomt in de Engelse competitie. De club speelt in de EFL Championship, nadat het in 2017/18 als nummer 18 degradeerde uit de Premier League.

## Football League Trophy
Swansea City is met aartsrivaal Cardiff City de enige club uit Wales die ooit in de hoogste Engelse divisie uitkwam (de voormalige First Division, tegenwoordig Premier League.).
In 1912 werd het toenmalige Swansea Town opgericht, en begon het in de Southern League. De eerste competitiewedstrijd speelde het op 7 september tegen Cardiff City. Het duel eindigde in 1-1.
Van 1912 tot 2005 speelde Swansea in Vetch Field. De club groeide hoe langer hoe meer uit het stadion. Bovendien raakte het steeds meer in verval en werd vervanging steeds meer noodzakelijk. Op 23 juli 2005 speelde het tegen Fulham de openingswedstrijd van het nieuwe Liberty Stadium (het werd 1-1). De naam van het nieuwe stadion komt van de sponsor Liberty Properties. De fans noemen het liever het White Rock Stadium, zoals de oorspronkelijke naam luidt.
Net als in 1993/94 won Swansea tijdens het seizoen 2005/06 de Football League Trophy door met 2-1 te winnen van Carlisle United. De wedstrijd werd voor 42.000 toeschouwers gespeeld in het Millennium Stadium te Cardiff. The Swans eindigde dat seizoen bovendien op de zesde plaats in de competitie. Die plaats gaf hun de kans om in de play-offs promotie naar de Championship af te dwingen. In de finale speelde het tegen Barnsley. Na de reguliere speeltijd stond het 2-2 en het verloor op penalty's: 3-4.

## Third Division
Vele jaren speelde Swansea in de Third Division, en wist in het seizoen 2002/2003 ternauwernood degradatie naar de Conference, het amateurvoetbal, te voorkomen. Het kwam allemaal aan op de laatste speeldag. Op 3 mei 2003 had Swansea één punt meer dan Exeter City. Een van de twee ploegen zou die dag degraderen. Swansea wist door o.a. twee strafschoppen met 4-2 te winnen van Hull City. Exeter won de thuiswedstrijd tegen Southend United nog wel met 1-0, maar dat was uiteindelijk niet genoeg om degradatie te voorkomen. Swansea was daarmee gered van de ondergang. Deze spannende speeldag is vastgelegd door de NOS in de documentaire 'That final day'.

## Championship
In het seizoen 2007/08 veroverde de ploeg de titel in de League One onder leiding van de Spaanse trainer-coach Roberto Martínez. Hierdoor speelde Swansea in het seizoen 2008/09, voor het eerst in 24 jaar, opnieuw in de tweede klasse, de Championship. De club behaalde de achtste plaats, gevolgd door de zevende plek in het seizoen 2009/10.

## Premier League
In het daaropvolgende seizoen 2010/2011 dwong Swansea via de play-offs promotie naar de Premier League af. In de finale van de play-offs, op 30 mei 2011 in Wembley Stadium in Londen, werd Reading FC met 4-2 verslagen, onder meer door drie treffers van aanvaller Scott Sinclair.
Swansea City begon de Premier League met een 4-0 verlies van Manchester City. In het eerste seizoen in de Premier League eindigde Swansea elfde met 47 punten, evenveel als nummer tien West Bromwich Albion en nummer twaalf Norwich City. In het tweede seizoen eindigde Swansea als negende in de Premier League en won het ook de League Cup door met 5-0 te winnen van Bradford City waardoor ze zich kwalificeerde voor de voorronde van de Europa League voor het seizoen daarna. Ze wonnen daarin de derde kwalificatieronde over twee wedstrijden met 4-0 van Malmö FF en wonnen de play-offronde tegen Petrolul Ploiești (6-3 over twee wedstrijden) waardoor ze de groepsfase bereikten. Swansea overleefde dat door tweede te worden in een poule met Valencia, Kuban Krasnodar en St. Gallen. In de knock-outfase werd Napoli geloot. Nadat de thuiswedstrijd doelpuntloos gelijk werd gespeeld, werd er in Napels met 3-1 verloren. In de FA Cup wonnen ze in de derde ronde van Manchester United. In de vijfde ronde werd Swansea uitgeschakeld door Everton. Als titelverdediger werd Swansea AFC al in de derde ronde van de League Cup uitgeschakeld door Birmingham City. In de Premier League werden ze twaalfde. Ze begonnen de Premier League het seizoen daarna met een winst op Manchester United waardoor ze heel even koploper waren. Ze eindigde uiteindelijk achtste wat net niet goed genoeg was voor kwalificatie voor de Europa League. In de FA Cup werden ze in de vierde ronde uitgeschakeld door Blackburn Rovers en in de League Cup werden ze ook in de vierde ronde uitgeschakeld, dit keer door Liverpool.
Het seizoen daarna eindigde 'The Swans' twaalfde in de Premier League, werden al in de derde ronde uitgeschakeld door Oxford United in de FA Cup en werd in de derde ronde van de League Cup uitgeschakeld door Hull City. Na zeven seizoenen in de Premier League degradeerde Swansea naar de Championship.

## Erelijst
| Nationaal                      |     |                                                            |
| Third Division / League One    | 3x  | 1924/25, 1948/49, 2007/08                                  |
| Football League Third Division | 1x  | 1999/00                                                    |
| Football League Trophy         | 2x  | 1994, 2006                                                 |
| Football League Cup            | 1x  | 2013                                                       |
| Welsh Cup                      | 10x | 1913, 1932, 1950, 1961, 1966, 1981, 1982, 1983, 1989, 1991 |
| FAW Premier Cup                | 2x  | 2005, 2006                                                 |
| FAW Welsh Youth Cup            | 5x  | 1999, 2003, 2008, 2010, 2011                               |

## Overzichtlijsten

### Eindklasseringen vanaf 1946/47
- 1947 21e
Second Division
- 1948 5e
Third Division North / South
- 1949 1e
Third Division North / South
- 1950 8e
Second Division
- 1951 18e
Second Division
- 1952 19e
Second Division
- 1953 11e
Second Division
- 1954 20e
Second Division
- 1955 10e
Second Division
- 1956 10e
Second Division
- 1957 10e
Second Division
- 1958 19e
Second Division
- 1959 11e
Second Division
- 1960 12e
Second Division
- 1961 7e
Second Division
- 1962 20e
Second Division
- 1963 15e
Second Division
- 1964 19e
Second Division
- 1965 22e
Second Division
- 1966 17e
Third Division
- 1967 21e
Third Division
- 1968 15e
Fourth Division
- 1969 10e
Fourth Division
- 1970 3e
Fourth Division
- 1971 11e
Third Division
- 1972 14e
Third Division
- 1973 23e
Third Division
- 1974 14e
Fourth Division
- 1975 22e
Fourth Division
- 1976 11e
Fourth Division
- 1977 5e
Fourth Division
- 1978 3e
Fourth Division
- 1979 3e
Third Division
- 1980 12e
Second Division
- 1981 3e
Second Division
- 1982 6e
First Division
- 1983 21e
First Division
- 1984 21e
Second Division
- 1985 20e
Third Division
- 1986 24e
Third Division
- 1987 12e
Fourth Division
- 1988 6e
Fourth Division
- 1989 12e
Third Division
- 1990 17e
Third Division
- 1991 20e
Third Division
- 1992 19e
Third Division
- 1993 5e
Second Division
- 1994 13e
Second Division
- 1995 10e
Second Division
- 1996 22e
Second Division
- 1997 5e
Third Division
- 1998 20e
Third Division
- 1999 7e
Third Division
- 2000 1e
Third Division
- 2001 23e
Second Division
- 2002 20e
Third Division
- 2003 21e
Third Division
- 2004 10e
Third Division
- 2005 3e
League Two
- 2006 6e
League One
- 2007 7e
League One
- 2008 1e
League One
- 2009 8e
Championship
- 2010 7e
Championship
- 2011 3e
Championship
- 2012 11e
Premier League
- 2013 9e
Premier League
- 2014 12e
Premier League
- 2015 8e
Premier League
- 2016 12e
Premier League
- 2017 15e
Premier League
- 2018 18e
Premier League
- 2019 10e
Championship
- 2020 6e
Championship
- 2021 4e
Championship
- 2022 15e
Championship
- 2023 10e
Championship
- 2024 14e
Championship
- 2025 11e
Championship

- First Division
- Second Division
- Third Division
- Fourth Division
- Premier League
- Championship
- League One
- League Two

ⓘ In 1992 invoering van de Premier League en opheffing van de Fourth Division; in 2004 opheffing van de First, Second en Third Division.

### Seizoensresultaten vanaf 2000
| Seizoen | Competitie                      | Niveau | Eindstand | Tsch   | FA Cup      | Uitgeschakeld door:                | Opmerking                                                                                             |
| ------- | ------------------------------- | ------ | --------- | ------ | ----------- | ---------------------------------- | --- |
| 1999/00 | Football League Third Division  | IV     | 1         | ?      | 2e ronde    | Oldham Athletic FC: 0-1 (U)        | |
| 2000/01 | Football League Second Division | III    | 23        | ?      | 1e ronde    | AFC Bournemouth 0-1 (U)            | |
| 2001/02 | Football League Third Division  | IV     | 20        | ?      | 2e ronde    | Macclesfield Town FC: 1-4 (U)      | |
| 2002/03 | Football League Third Division  | IV     | 21        | ?      | 1e ronde    | York City FC: 0-1 (U)              | |
| 2003/04 | Football League Third Division  | IV     | 10        | ?      | 8e finale   | Tranmere Rovers FC: 1-2 (U)        | |
| 2004/05 | EFL League Two                  | IV     | 3         | 8.457  | 3e ronde R  | Reading FC: 0-1 n.v. (T)           | |
| 2005/06 | EFL League One                  | III    | 6         | 14.112 | 1e ronde    | Stockport County FC 0-1 (U)        | Winnaar EFL Trophy > Carlisle United FC: 2-1; finale promotie play-offs > Barnsley FC: 2-2 (3-4 n.s.) |
| 2006/07 | EFL League One                  | III    | 7         | 12.595 | 4e ronde    | Ipswich Town FC: 0-1 (U)           | |
| 2007/08 | EFL League One                  | III    | 1         | 13.520 | 3e ronde R  | Havant & Waterlooville FC: 2-4 (U) | Ligatopscorer: Jason Scotland (24)                                                                    |
| 2008/09 | EFL Championship                | II     | 8         | 15.187 | 8e finale R | Fulham FC: 1-2 (U)                 | |
| 2009/10 | EFL Championship                | II     | 7         | 15.407 | 3e ronde    | Leicester City FC: 1-2 (U)         | |
| 2010/11 | EFL Championship                | II     | 3         | 15.507 | 4e ronde    | Leyton Orient FC: 1-2 (T)          | finale promotie play-offs > Reading FC: 4-2                                                           |
| 2011/12 | Premier League                  | I      | 11        | 19.946 | 4e ronde    | Bolton Wanderers FC: 1-2 (U)       | |
| 2012/13 | Premier League                  | I      | 9         | 20.370 | 3e ronde R  | Arsenal FC: 0-1 (U)                | winnaar EFL Cup > Bradford City FC: 5-0                                                               |
| 2013/14 | Premier League                  | I      | 12        | 20.407 | 8e finale   | Everton FC: 1-3 (U)                | |
| 2014/15 | Premier League                  | I      | 8         | 20.555 | 4e ronde    | Blackburn Rovers FC: 1-3 (U)       | |
| 2015/16 | Premier League                  | I      | 12        | 20.711 | 3e ronde    | Oxford United FC: 2-3 (U)          | |
| 2016/17 | Premier League                  | I      | 15        | 20.619 | 3e ronde    | Hull City FC: 0-2 (U)              | |
| 2017/18 | Premier League                  | I      | 18        | 20.623 | kwartfinale | Tottenham Hotspur FC: 0-3 (T)      | |
| 2018/19 | EFL Championship                | II     | 10        | 18.737 | kwartfinale | Manchester City FC: 2-3 (T)        | |
| 2019/20 | EFL Championship                | II     | 6         | 13.341 | 3e ronde    | Queens Park Rangers FC: 1-5 (U)    | halve finale promotie play-offs > Brentford FC: 1-0 / 1-3                                             |
| 2020/21 | EFL Championship                | II     | 4         | --     | 8e finale   | Manchester City FC: 1-3 (T)        | finale promotie play-offs > Brentford FC: 0-2                                                         |
| 2021/22 | EFL Championship                | II     | 15        | 17.389 | 3e ronde    | Brighton & Hove Albion FC: 0-2 (U) | |
| 2022/23 | EFL Championship                | II     | 10        | 16.821 | 3e ronde R  | Bristol City FC: 1-2 n.v. (T)      | |
| 2023/24 | EFL Championship                | II     | 14        | 16.586 | 4e ronde    | AFC Bournemouth: 0-5 (U)           | |
| 2024/25 | EFL Championship                | II     | 11        | 15.499 | 3e ronde    | FC Southampton: 0-3 (U)            | |
| 2025/26 | EFL Championship                | II     | .         |        |             |                                    | |

### In Europa
Tussen 1961 en 1992 nam Swansea City enkel deel in de Europacup II als winnaar van de Welsh Cup. In het seizoen 2013/14 vertegenwoordigde de club de voor het eerst The Football Association als winnaar van de Football League Cup 2012/13.
Uitslagen vanuit gezichtspunt Swansea City
| Seizoen                                                           | Competitie    | Ronde        | Land                                    | Club                     | Totaalscore | 1e W       | 2e W    | PUC   |
| Wales                                                             | Wales         | Wales        | Wales                                   | Wales                    | Wales       | Wales      | Wales   | Wales |
| ----------------------------------------------------------------- | ------------- | ------------ | --------------------------------------- | ------------------------ | ----------- | ---------- | ------- | ----- |
| 1961/62                                                           | Europacup II  | Q            | Vlag van Duitse Democratische Republiek | SC Motor Jena            | 3-7         | 2-2 (Linz) | 1-5 (U) | 1.0   |
| 1966/67                                                           | Europacup II  | 1R           | Vlag van Bulgarije (1948-1967)          | Slavia Sofia             | 1-5         | 1-1 (T)    | 0-4 (U) | 1.0   |
| 1981/82                                                           | Europacup II  | 1R           | Vlag van Duitse Democratische Republiek | 1. FC Lokomotive Leipzig | 1-3         | 0-1 (T)    | 1-2 (U) | 0.0   |
| 1982/83                                                           | Europacup II  | Q            | Vlag van Portugal                       | SC Braga                 | 3-1         | 3-0 (T)    | 0-1 (U) | 6.0   |
|                                                                   |               | 1R           | Vlag van Malta                          | Sliema Wanderers         | 17-0        | 12-0 (T)   | 5-0 (U) | 6.0   |
|                                                                   |               | 1/8          | Vlag van Frankrijk                      | Paris Saint-Germain      | 0-3         | 0-1 (T)    | 0-2 (U) | 6.0   |
| 1983/84                                                           | Europacup II  | Q            | Vlag van Duitse Democratische Republiek | 1. FC Magdeburg          | 1-2         | 1-1 (T)    | 0-1 (U) | 1.0   |
| 1989/90                                                           | Europacup II  | 1R           | Vlag van Griekenland                    | Panathinaikos FC         | 5-6         | 2-3 (U)    | 3-3 (T) | 1.0   |
| 1991/92                                                           | Europacup II  | 1R           | Vlag van Frankrijk                      | AS Monaco                | 1-10        | 1-2 (T)    | 0-8 (U) | 0.0   |
| Engeland                                                          |               |              |                                         |                          |             |            |         |       |
| 2013/14                                                           | Europa League | 3Q           | Vlag van Zweden                         | Malmö FF                 | 4-0         | 4-0 (T)    | 0-0 (U) | 9.5   |
|                                                                   |               | PO           | Vlag van Roemenië                       | Petrolul Ploiești        | 6-3         | 5-1 (T)    | 1-2 (U) | 9.5   |
|                                                                   |               | Groep A      | Vlag van Spanje                         | Valencia CF              | 3-1         | 3-0 (U)    | 0-1 (T) | 9.5   |
|                                                                   |               | Groep A      | Vlag van Rusland                        | FK Koeban Krasnodar      | 2-2         | 1-1 (T)    | 1-1 (U) | 9.5   |
|                                                                   |               | Groep A (2e) | Vlag van Zwitserland                    | FC St. Gallen            | 1-1         | 1-0 (T)    | 0-1 (U) | 9.5   |
|                                                                   |               | 2R           | Vlag van Italië                         | SSC Napoli               | 1-3         | 0-0 (T)    | 1-3 (U) | 9.5   |
| Totaal aantal behaalde punten voor UEFA coëfficiënten: 10.0 / 9.5 |               |              |                                         |                          |             |            |         |       |

Zie ook:
- Deelnemers UEFA-toernooien Engeland
- Deelnemers UEFA-toernooien Wales
- Ranglijst van alle clubs die in de diverse Europa Cups zijn uitgekomen

## Bekende (oud-)spelers
- Kemy Agustien
- Ferrie Bodde
- Kees de Boer
- Wilfried Bony
- Éder
- Marvin Emnes
- Rory Fallon
- Leroy Fer
- David Greene
- Jonathan de Guzman
- Cedric van der Gun
- Mike van der Hoorn
- Frank Lampard
- Roberto Martinez
- Michu
- Erwin Mulder
- Luciano Narsingh
- Kristoffer Nordfeldt
- Joël Piroe
- Gylfi Sigurðsson
- Dwight Tiendalli
- John Toshack
- Dorus de Vries

## Managers
| Managers van Swansea City AFC sinds 2004 | Managers van Swansea City AFC sinds 2004 | Managers van Swansea City AFC sinds 2004 | Managers van Swansea City AFC sinds 2004 | Managers van Swansea City AFC sinds 2004 | Managers van Swansea City AFC sinds 2004 | Managers van Swansea City AFC sinds 2004 | Managers van Swansea City AFC sinds 2004 | Managers van Swansea City AFC sinds 2004 |
| Naam                                     | Geboortedatum                            | Aangesteld                               | Ontslagen/Opgestapt                      | Wed.                                     | W                                        | G                                        | V                                        | Gem.                                     |
| ---------------------------------------- | ---------------------------------------- | ---------------------------------------- | ---------------------------------------- | ---------------------------------------- | ---------------------------------------- | ---------------------------------------- | ---------------------------------------- | ---------------------------------------- |
| Bob Bradley                              | 3 oktober 1958                           | 4 oktober 2016                           | 27 december 2016                         | 11                                       | 2                                        | 2                                        | 7                                        | 0,73                                     |
| Francesco Guidolin                       | 4 oktober 1955                           | 18 januari 2016                          | 3 oktober 2016                           | 22                                       | 7                                        | 5                                        | 10                                       | 1,18                                     |
| Alan Curtis                              | 16 april 1954                            | 10 december 2015                         | 18 januari 2016                          | 8                                        | 2                                        | 2                                        | 4                                        | 1,00                                     |
| Garry Monk                               | 6 maart 1979                             | 4 februari 2014                          | 9 december 2015                          | 77                                       | 28                                       | 17                                       | 32                                       | 1,31                                     |
| Michael Laudrup                          | 15 juni 1964                             | 15 juni 2012                             | 4 februari 2014                          | 84                                       | 29                                       | 24                                       | 31                                       | 1,32                                     |
| Brendan Rodgers                          | 19 februari 1973                         | 1 juli 2010                              | 31 mei 2012                              | 96                                       | 43                                       | 20                                       | 33                                       | 1,55                                     |
| Paulo Sousa                              | 30 augustus 1970                         | 19 juni 2009                             | 5 juli 2010                              | 49                                       | 18                                       | 18                                       | 13                                       | 1,47                                     |
| Roberto Martínez                         | 13 juli 1973                             | 23 februari 2007                         | 15 juni 2009                             | 117                                      | 56                                       | 36                                       | 25                                       | 1,74                                     |
| Kevin Nugent                             | 10 april 1969                            | 15 februari 2007                         | 23 februari 2007                         | 2                                        | 0                                        | 1                                        | 1                                        | 0,50                                     |
| Kenny Jackett                            | 5 januari 1962                           | 5 april 2004                             | 14 februari 2007                         | 130                                      | 59                                       | 33                                       | 38                                       | 1,62                                     |

## Swansea City AFC en het Nederlands elftal
In de historie van het Nederlands voetbalelftal hebben drie spelers namens Swansea City in het shirt van het Nederlands voetbalelftal gespeeld. De eerste voetballer was doelman Michel Vorm. Hij speelde zijn eerste interland namens Swansea City in oktober 2011 tegen Moldavië. In totaal speelde Vorm namens Swansea zeven interlands. Dwight Tiendalli zou namens Swansea twee interlands spelen, tegen Indonesië en China, beide in juni 2013. Recordinternational is Jonathan de Guzmán, die namens Swansea dertien interlands zou spelen.

## Trivia
De Nederlandse ondernemer John van Zweden was mede-eigenaar van de club en zat in het bestuur. Toen de club in 2002 op de rand van de afgrond stond legde hij 50.000 pond in om de eigenaar uit te kopen en verwierf op die manier een aandeel van 8,75 procent in de club. In april 2016 verkocht Van Zweden zijn aandeel voor een bedrag van ongeveer 8,5 miljoen euro.